# Diomedeoides
Diomedeoides — викопний рід буревісникоподібних птахів родини Diomedeoididae, що існував на межі олігоцену та міоцену. Скам'янілі рештки знайдені в Німеччині, Бельгії та Ірані. Можливо, рід є молодшим синонімом Rupelornis (van Beneden, 1871).

## Види
- Diomedeoides babaheydariensis (Peters and Hamedani 2000)
- Diomedeoides brodkorbi  (Cheneval 1995)
- Diomedeoides lipsiensis (Fischer 1983)